# Lo-Fi
Lo-Fi музика (англ. low fidelity — «низька точність») — це звукові записи з якістю, нижчою за звичні стандарти сучасної музики. Термін наприкінці 1986 року впровадив ді-джей Вільям Берґер на радіо WFMU, який присвячував щотижневий півгодинний сегмент своєї програми музиці, записаній в домашніх умовах, під назвою Lo-Fi.
Ця музика також стосується руху, утвореного переважно на американських андеграундних музичних сценах у ранні 1980-ті роки. Серед пов'язаних гуртів: Sebadoh, Pavement, Liz Phair та Бек Гансен.

## Походження
З музичного порталу оглядів AllMusic: «Впродовж історії рок-н-ролу записи робили дешево та швидко, часто на недосконалому обладнанні. У цьому сенсі, найперші записи рок-н-ролу, більшість гаражного року 60-х та більшість панк-року пізніх 70-х можна позначити як Lo-Fi.» Альбоми гурту The Beach Boys Smiley Smile (1967), Wild Honey (1967) та Friends (1968) були трилогією lo-fi альбомів, записаних здебільшого на домашній студії Браяна Вілсона.